# Дом под шпилем

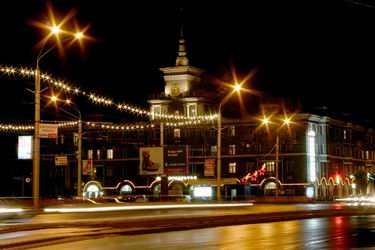
Вечерний шпиль

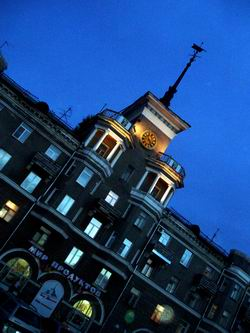
Дом под шпилем

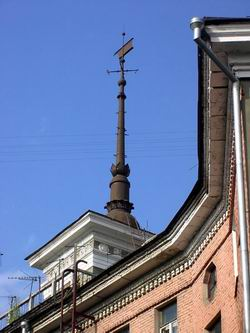
Шпиль снизу

«Дом под шпилем» — памятник архитектуры середины XX века, один из символов Барнаула. Другие названия памятника — «Гастроном под шпилем», «Под шпилем» или просто «Шпиль».

## О памятнике
Дом под шпилем расположен на площади Октября по адресу проспект Ленина, 82 в центральной части города. Является главным элементом окружающего архитектурного ансамбля. Предназначение — жилой дом с торговыми помещениями.
Согласно документам Центра хранения архивного фонда Алтайского края, автором проекта является Яков Николаевич Додица, архитектор московского института «Горстройпроект». Примечательно, что на мемориальной доске, прикрепленной к фасаду здания, архитектор ошибочно указан как Ф. К. Додица. Этот архитектор также принимал участие в разработке конкурсного проекта Дворца советов в 1932—1933 годах совместно с А. Н. Душкиным, В. Андреевым, К. Алабяном, А. Мордвиновым, В. Симбирцевым. Проект был удостоен I премии (см.).
Строительство дома под шпилем продолжалось с 1953 по 1956 год. Здание завершает период сталинского неоклассицизма в архитектуре Барнаула, с пластичной и цветовой разработкой фасадов, использованием синтеза зодчества и монументально-декоративного искусства. На внешнем и внутреннем облике сказалось влияние ленинградских проектных институтов, которые разрабатывали проект застройки площади Октября. Дом венчает башня с часами, на которой находится остроконечный шпиль (около 15 метров) и флюгер. Вместе со шпилем высота дома составляет 46 метров.
С 1950-х годов до сегодняшних дней — первый этаж используется под размещение магазинов и кафе. Квартиры, ввиду их улучшенной планировки (высокие потолки, широкие окна, раздельные комнаты и др.) в советское время передавались деятелям культуры, военным, героям труда и партийным работникам. В 1971 году здание попало на обложку набора художественных фотографий с видами Барнаула из серии «Города СССР», изданную тиражом в 1,2 млн экземпляров.
Сегодня инженерные коммуникации и фасады здания находятся в неудовлетворительном состоянии. Флюгер не показывает направление ветра, так как удерживающие его балки разрушены от времени, а подшипники, отвечающие за его вращение, изъедены коррозией. Администрация Барнаула объявляла сбор денег на реставрацию флюгера (необходимо около 1,5 млн рублей), но путём благотворительных концертов и пожертвований горожан было собрано лишь несколько тысяч.

## Дом под шпилем в культуре

### В песнях
Определённую известность получила песня барнаульского барда Александра Хижняка «В Барнауле клёны, тополя зелёны», в припеве которой поётся:
Если не бывали, значит, не видали.

Значит, не слыхали, значит, не гуляли.

Если не бывали, значит, вы не пили,

Значит, не любили гастроном под шпилем.

### В стихах
- Дом упоминается в стихотворении «Барнаул» поэтессы Татьяны Чернавиной:

Заскочу в гастроном «Под Шпилем»,

в парк Меланжевый загляну.

Помнишь,

как мы с тобой любили,

слушать вечером тишину.
- Здание присутствует и в лирике Константина Погодина «Февральским снежком припорошены крыши домов»[8]:

Тебя никогда не увижу, но дело не в том,

Неужто мы в поисках выгод сердечность забыли?

Хочешь, Наташ, я тебе подарю гастроном 

Всеми любимый, который под Шпилем?

## Известные жители
- Юдалевич, Марк Иосифович — поэт и драматург.
- Квин, Лев Израилевич — писатель. На здании установлена мемориальная доска, на которой выгравировано: «В этом доме с 1964 по 1996 годы жил и работал известный писатель Лев Квин»[9].

## Интересные факты

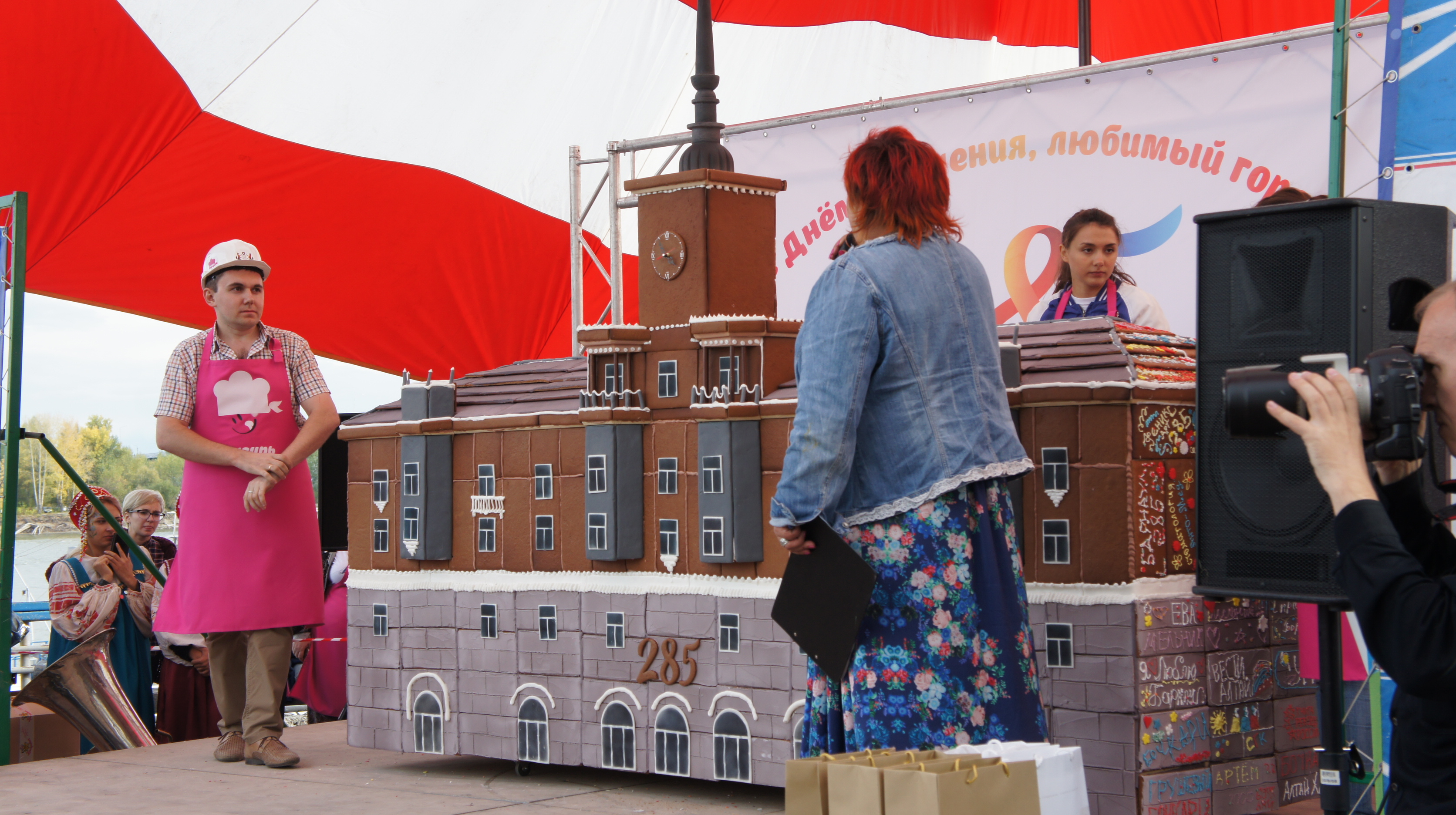
5 сентября 2015 года во время празднования 285-летия Барнаула был поставлен рекорд России — изготовлен самый большой в стране пряничный домик в виде Дома под шпилем.

5 сентября 2015 года в рамках празднования 285-летия Барнаула кондитеры студии «Глазурь» изготовили самый большой в России пряничный домик, который своей формой представлял модель Дома под шпилем.